# Tangara cyanomelas
Tangara cyanomelas, "silverbröstad tangara", är en fågelart i familjen tangaror inom ordningen tättingar. Den betraktas oftast som en underart av opalgumpad tangara (Tangara velia), men urskiljs sedan 2016 som egen art av Birdlife International och IUCN.
Taxonet förekommer endast i kustnära sydöstra Brasilien (Pernambuco till Rio de Janeiro). Den kategoriseras av IUCN som livskraftig.